# المرأة في علم الآثار
المرأة في علم الآثار، جانب من جوانب تاريخ علم الآثار ويرتبط بموضوع المرأة في العلوم عمومًا. أُثبطت همة النساء عن متابعة الاهتمامات في علم الآثار خلال القرن التاسع عشر، إلا أن مشاركتهن والاعتراف بخبرتهن قد ازدادت في القرن العشرين. تواجه النساء في مجال علم الآثار التمييز القائم على النوع الاجتماعي، وتتعرض العديد منهن للتحرش في مكان العمل.

## لمحة تاريخية
تأسس علم الآثار بدايةً كتخصص أكاديمي في القرن التاسع عشر، وطُور من قبل المنخرطين في دراسة الآثار كمجال للدراسة المهنية. كان انخراط النساء في كندا والمملكة المتحدة والولايات المتحدة في علم الآثار المهني نادرًا قبل العصر الفيكتوري (على الرغم من أن علم الآثار لم يكن في ذلك الوقت مهنة تُمارس بقدر ممارستها من قبل الأفراد الأثرياء، إذ دفعوا أجور العمال للقيام بالحفر). أُثبطت همة النساء للمشاركة في هذا المجال، سواء من قبل الرجال أو من خلال الضغط المجتمعي، حيث أن المهنة أضفت الطابع الذكوري وعززت النظرة المقبولة للمرأة كربة منزل ومربية. وحتى بعد أن بدأن دخول المجال، أدى إحجام الزملاء الذكور عن قبولهن في العمل الميداني، إلى اختيار العديد منهن أدوارًا خارج الأوساط الأكاديمية، والبحث عن وظائف في المتاحف أو في جمعيات الحفاظ على التراث الثقافي.
أما في أوروبا، فقد اقترن دخول النساء في هذا المجال بأزواجهن كشريكات في الأبحاث أو للتعرف على الثقافات عند تعيين أزواجهن في البؤر الاستيطانية أو الميادين التبشيرية. بدأت مؤسسات التعليم العالي للمرأة بتقديم دورات منفصلة للنساء بدءًا من منتصف خمسينيات القرن التاسع عشر، وفي سبعينيات القرن التاسع عشر فتحت عدة دول أوروبية مناهج جامعية للنساء. رغم قبول النساء في دراسة علم الآثار، إلا أنه نادرًا ما اعتُبرن متساويات مع الرجال، ولم يُقبلن في معظم الأحيان في الجمعيات المرموقة أو يُسمح لهن بإكمال التدريب في هذا المجال. كانت كل من عالمة الآثار السويدية هانا ريد وعالمة الآثار الفرنسية مادلين كولاني استثناءات من المعارك الشاقة الأكثر شيوعًا والتي خاضتها الكثير من النساء مثل إديث هول وهارييت بويد هاوز ومارينا بيكازو وأوجيني سيلرز سترونج، وبلانش ويلر ويليامز للقيام بمشاريع التنقيب.
كانت العديد من النساء رائدات في هذا المجال، مثل عالمة الآثار الألمانية جوانا ميستورف التي عملت كمنسقة متحف وأكاديمية، ومن بين الكاتبات عالمة المصريات البريطانية أميليا إدواردز والفارسية جيرترود بيل والفارسية الفرنسية جين ديولافوي، اللاتي سافرن وكتبن عن الحفريات أثناء سفرهن، ونساء مثل تيسا ويلر، التي ساعدت زوجها من خلال جمع التقارير وجمع الأموال. بدأت النساء البريطانيات في مطلع القرن العشرين في الانضمام إلى هيئات التدريس في الجامعات، مثل أوجيني سيلرز سترونغ التي درّست في معهد الأثار الأمريكي والمدرسة البريطانية في روما، ومارغريت موراي التي حاضرت في كلية لندن الجامعية. وبحلول الحرب العالمية الأولى، كانت غالبية النساء العاملات في علم الآثار يعملن في المتاحف.
اشتُهرت بعض النساء من بين القيّمين على الآثار أو مدراء المتاحف، مثل دان ماريا موغنسن، واليونانية سيمي كاروزو والإسبانية كونسيبسيون بلانكو مينغيز، وأورشيسينا مارتينيز جاليغو، اللاتي صنعن مجالهن الخاص، إذ ركزت النساء عادةً على البحث بالقرب من مكان سكنهن أو من ثقافاتهن الأصلية، أو أجرين الدراسات التي بحثت عن أدوات منزلية يتجاهلها الرجال عادةً. ركزت ماريا غيمبوتس مثلًا على موضوعات أوروبا الشرقية حتى بعد الانتقال إلى الولايات المتحدة، وأفضى الحال بلانيير سيمونز التي أرادت دراسة ثقافة المايا، بالبحث بالقرب من مسكنها بسبب الالتزامات العائلية، كما ركزت هارييت بويد على الأدوات والأواني المنزلية.
اختصت كل من اليونانية آنا أبوستولاكي، ودين مارغريت هالد، والإسبانية فيليبا نينو ماس، والسويدية أغنيس غيجر في المنسوجات، بينما ركزت دين إليزابيث مونكسجارد على الملابس، ودرست النرويجية شارلوت بليندهايم أزياء الفايكنج ومجوهراتهم. كان الفخار والفن أيضًا من الموضوعات التي ركزت عليها النساء. أُقصيت النساء من مجموعات الخبراء العاملين في هذا المجال قبل سبعينيات القرن العشرين، وحتى النساء مثل جيرترود كاتون طومسون وهيلدا بيتري وإليزابيث ريفستال، الرائدات في علم المصريات، واللاتي قدمن مساهمات مميزة في هذا المجال. ولو ذُكرت النساء أساسًا، فقد قُلل من شأن دورهن.
رعت إدارة الأشغال العامة في صفقة جديدة، عمليات التنقيب في مواقع التلال في ألاباما وجورجيا وكارولاينا الشمالية، والتي سمحت للنساء الملونات ونساء الطبقة العاملة بالمشاركة في الأعمال الأثرية، ومع ذلك، فقد قلصت تعريفات الأنوثة القائمة على الطبقية والأعراق من المشاركة الواسعة للنساء البيض، اللاتي يملن إلى التركيز على المشاركة في منظمات الهواة.

## حفظ الآثار
سيطر العلماء والفنيون الذكور على الحفظ الرسمي للقطع الأثرية في بيئات المتاحف الغربية منذ ثمانينيات القرن التاسع عشر فصاعدًا، إلا أن حفظ الأغراض في الميادين وفي الأوساط التعليمية كان من مسؤولية النساء في معظم الأحيان، وغالبًا ما كنّ زوجات أو قريبات لعلماء الآثار. وعلى غرار عالمات الآثار، فقد طُمست مساهمات الخبيرات في الممارسة الأثرية من المنشورات الرسمية وسجلات الأعمال الأثرية.
استُثمرت خبرة أولى أخصائيات الحفظ وصُقلت في معهد علم الآثار في مسكن سانت جون في ريجنت بارك، من عام 1937 حتى عام 1959. وعندما انتقل معهد علم الآثار إلى ميدان غوردون في عام 1959، تأسس برنامج تعليمي للحفظ من قبل أيون غيدي الذي واصل التدريس في المعهد من عام 1937 حتى عام 1975.
شكلت الأغراض التي عولجت في المسكن أساس مجموعات معهد الآثار بما في ذلك مجموعة فلسطين لبيتري. أفادت هذه المجموعات في تأسيس معهد علم الآثار كمركز دولي مهم للدراسات الأثرية.

## قضايا معاصرة

### التحرش الجنسي والاعتداء الجنسي
أجرى المسح الأكاديمي للخبرات الميدانية في عام 2014، مسحًا شمل حوالي 700 عالم وعالمة حول تجاربهم في التحرش الجنسي والاعتداء الجنسي أثناء العمل الميداني. استهدف المسح الباحثين/الباحثات الميدانيين/الميدانيات عبر مجموعة من التخصصات (مثل علماء الأنثروبولوجيا وعلماء الأحياء)، لكن علماء الآثار شكلوا أكبر مجموعة من المستجيبين.
أكد الاستطلاع أن التحرش والاعتداء الجنسيان كانا مشكلتان «منهجيتان» في المواقع الميدانية، إذ ذكر 64% من المستجيبين أنهم تعرضوا شخصيًا للتحرش، بينما ذكر 20% أنهم تعرضوا شخصيًا لاعتداء جنسي. كانت النساء اللاتي شكلن غالبية المستجيبين (77.5%)، أكثر من تعرض لتجربة كلا الأمرين، كما أنهن كنّ أكثر من أبلغ عن حدوث مثل هذه التجارب «بانتظام» أو «بشكل متكرر».
استُهدفت الضحايا من فئة الطلاب أو الباحثين في بداية مسيرتهم المهنية، وكان الجناة على الأرجح أعضاءً كبارًا في فريق البحث، على الرغم من أن المضايقات والاعتداءات من الأقران وأعضاء المجتمعات المحلية كانت شائعة نسبيًا أيضًا. تراوحت التجارب المبلغ عنها من «سلوك منفر غير مقصود» إلى مواقف جنسية غير مرغوب فيها، وحتى اعتداء جنسي واغتصاب.
لم يبلغ إلا عدد قليل من المجيبين عن وجود مدونات كافية لقواعد السلوك أو إجراءات إبلاغ مطبقة. أكد مؤلفو المسح الأكاديمي للخبرات الميدانية على الآثار السلبية الكبيرة لهذه التجارب على الرضا الوظيفي للضحايا والأداء والتقدم الوظيفيان وكذلك الصحة البدنية والنفسية.